# Verín
Verín är en stad och kommun i provinsen Ourense i den autonoma regionen Galicien i nordvästra Spanien. Staden ligger vid floden Tâmega, cirka 57 kilometer sydost om Ourense. Kommunen har 13 798 invånare (2024), på en yta av 94,11 km².